# 10454 Vallenar
10454 Vallenar (1978 NY) là một tiểu hành tinh vành đai chính được phát hiện ngày 9 tháng 7 năm 1978 bởi H.-E. Schuster ở Đài thiên văn Nam Âu.